# 武石インターチェンジ
武石インターチェンジ（たけいしインターチェンジ）は、千葉県千葉市花見川区にある、京葉道路のインターチェンジ。
ここは花輪←幕張⇔武石の無料区間の終点でもあり、流出・流入がともに多い。幕張⇔武石間はかつて定期路線バスが一般有料道路を通行する区間でもあった。
接続する千葉県道57号千葉鎌ケ谷松戸線の八千代方向との出入りにおいて、大型・特大車は本ICを利用することができない。

## 接続する道路
- 千葉県道57号千葉鎌ケ谷松戸線（幕張メッセ、千葉マリンスタジアム方面へ国道14号経由で行ける）
- 千葉県道262号幕張八千代線（県道57号との重複区間。実籾町3丁目交差点で57号と分岐し、八千代市内で国道296号と接続）

## 周辺
- 幕張駅・京成幕張駅
- 実籾駅
- 花見川区役所

## 隣
E14 京葉道路
(6) 幕張IC - 幕張PA - (7) 武石IC - (7-1) 宮野木JCT/千葉西TB - (8) 穴川IC